# 中央町 (東久留米市)
中央町（ちゅうおうちょう）は、東京都東久留米市の町域。

現行行政地名は　中央町一丁目から中央町六丁目。

郵便番号は203-0054。

## 地理
東久留米市の中央部。
東から時計回りに、東久留米市南沢、東久留米市前沢、東久留米市八幡町、東久留米市幸町、東久留米市本町、に隣接する。

### 河川

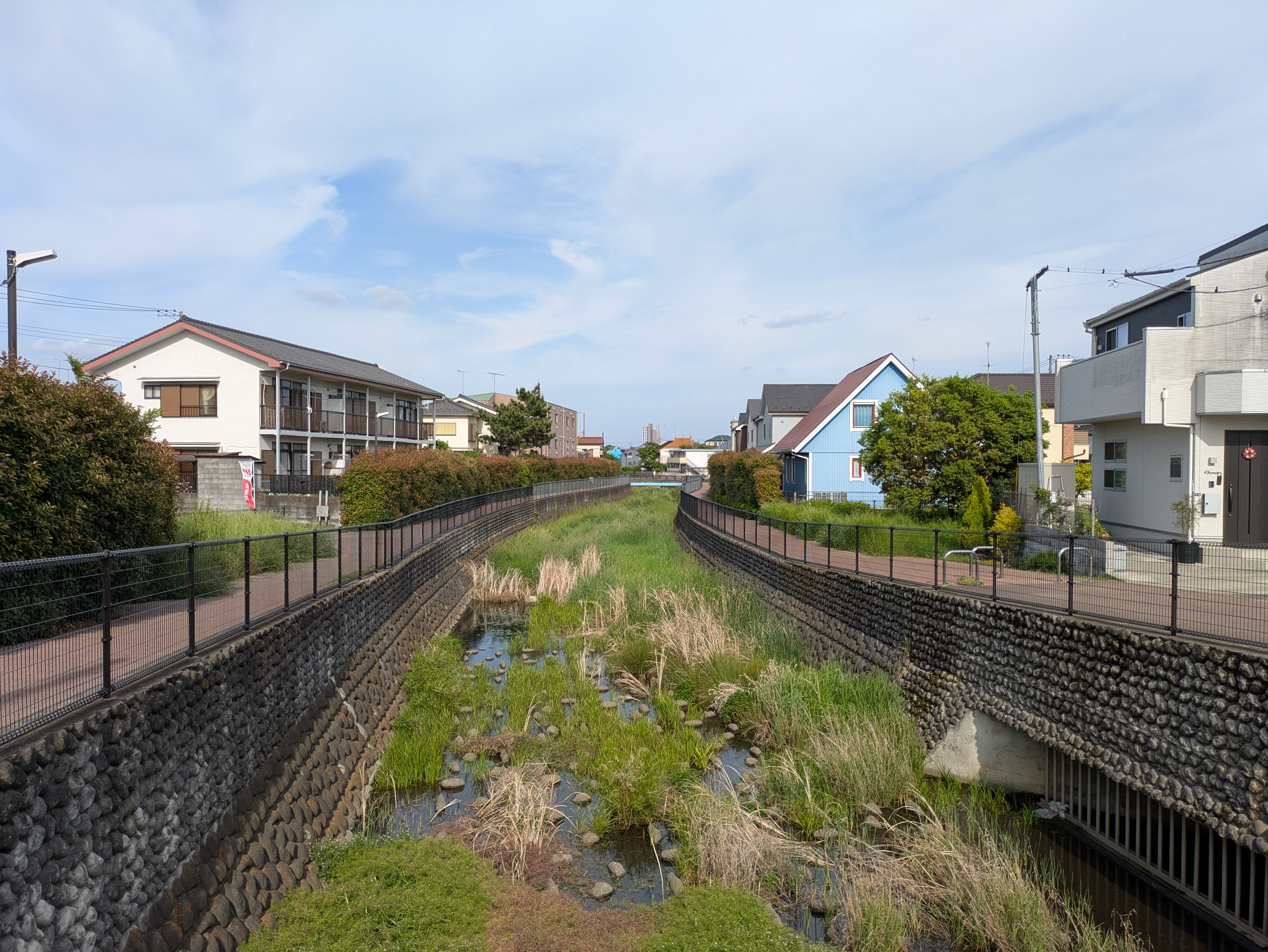
中央町落合川

- 落合川

## 小・中学校の学区
市立小・中学校に通う場合、学区は以下の通りとなる。

2025年4月現在
| 丁目   | 番地             | 小学校     | 変更承認区域 |
| ------ | ---------------- | ---------- | ------------ |
| 一丁目 | 1～3番 8～19番   | 第三小学校 |              |
| 一丁目 | 4番～7番         | 第三小学校 |              |
| 二丁目 | 1番 6番          | 第一小学校 | 第三小学校   |
| 二丁目 | 2～3番           | 第三小学校 |              |
| 二丁目 | 4番 5番 7～12番  | 第一小学校 |              |
| 三丁目 | 1～16番 19～28番 | 第一小学校 |              |
| 三丁目 | 17～18番         | 第三小学校 |              |
| 四丁目 | 全域             | 第五小学校 |              |
| 五丁目 | 全域             | 第一小学校 |              |
| 六丁目 | 全域             | 第一小学校 |              |

| 丁目   | 番地             | 中学校     | 変更承認区域 |
| ------ | ---------------- | ---------- | ------------ |
| 一丁目 | 1～3番 8～19番   | 中央中学校 |              |
| 一丁目 | 4番～7番         | 南中学校   |              |
| 二丁目 | 1番 6番          | 中央中学校 |              |
| 二丁目 | 2～3番           | 中央中学校 |              |
| 二丁目 | 4番 5番 7～12番  | 中央中学校 |              |
| 三丁目 | 1～16番 19～28番 | 中央中学校 |              |
| 三丁目 | 17～18番         | 中央中学校 |              |
| 四丁目 | 全域             | 中央中学校 | 南中学校     |
| 五丁目 | 全域             | 中央中学校 |              |
| 六丁目 | 全域             | 中央中学校 |              |

## 交通

### 鉄道
東久留米駅が利用圏内に存在する。
下記の駅がバス利用等での主な利用圏内となる。

鉄道空白地帯となる。
下記の駅がバス利用等での主な利用圏内となる。
| 隣接する街区の駅               | バス移動で利用可能な駅                                                                                         |
| ------------------------------ | --- |
| 西武池袋線 - 東久留米駅(SI 14) | 西武池袋線 - ひばりヶ丘駅(SI 13) - 清瀬駅(SI 15) 西武新宿線 - 花小金井駅(SS 18) JR中央線 - 武蔵小金井駅(JC 15) |

### バス
- 西武バス滝山営業所

…が周辺の路線を運行している。

### 道路
- 東京都道・埼玉県道4号東京所沢線  - （青梅街道・所沢街道・新所沢街道）
- 小金井街道
- 東京都道・埼玉県道234号前沢保谷線

## 施設

### 中央町一丁目
- 東久留米市立第三小学校

### 中央町二丁目
- 東久留米市立中央図書館
- 東久留米市立生涯学習センターまろにえホール

### 中央町五丁目
- 東久留米市立中央中学校

### 中央町六丁目
- 東久留米市立第一小学校